# Cimolais
Cimolais (friuli nyelven Cimolais, helyi nyelvjárásban Thimolei) település Olaszországban, Friuli-Venezia Giulia régióban, Pordenone megyében. Lakosainak száma 348 fő (2023. január 1.). Cimolais Claut, Domegge di Cadore, Erto e Casso, Forni di Sopra, Perarolo di Cadore és Pieve di Cadore községekkel határos.

## Népesség
A település lakossága az elmúlt években az alábbi módon változott:
| Lakosok száma | 377  | 363  | 348  |
|               | 2017 | 2018 | 2023 |